# Hedy Hahnloser-Bühler

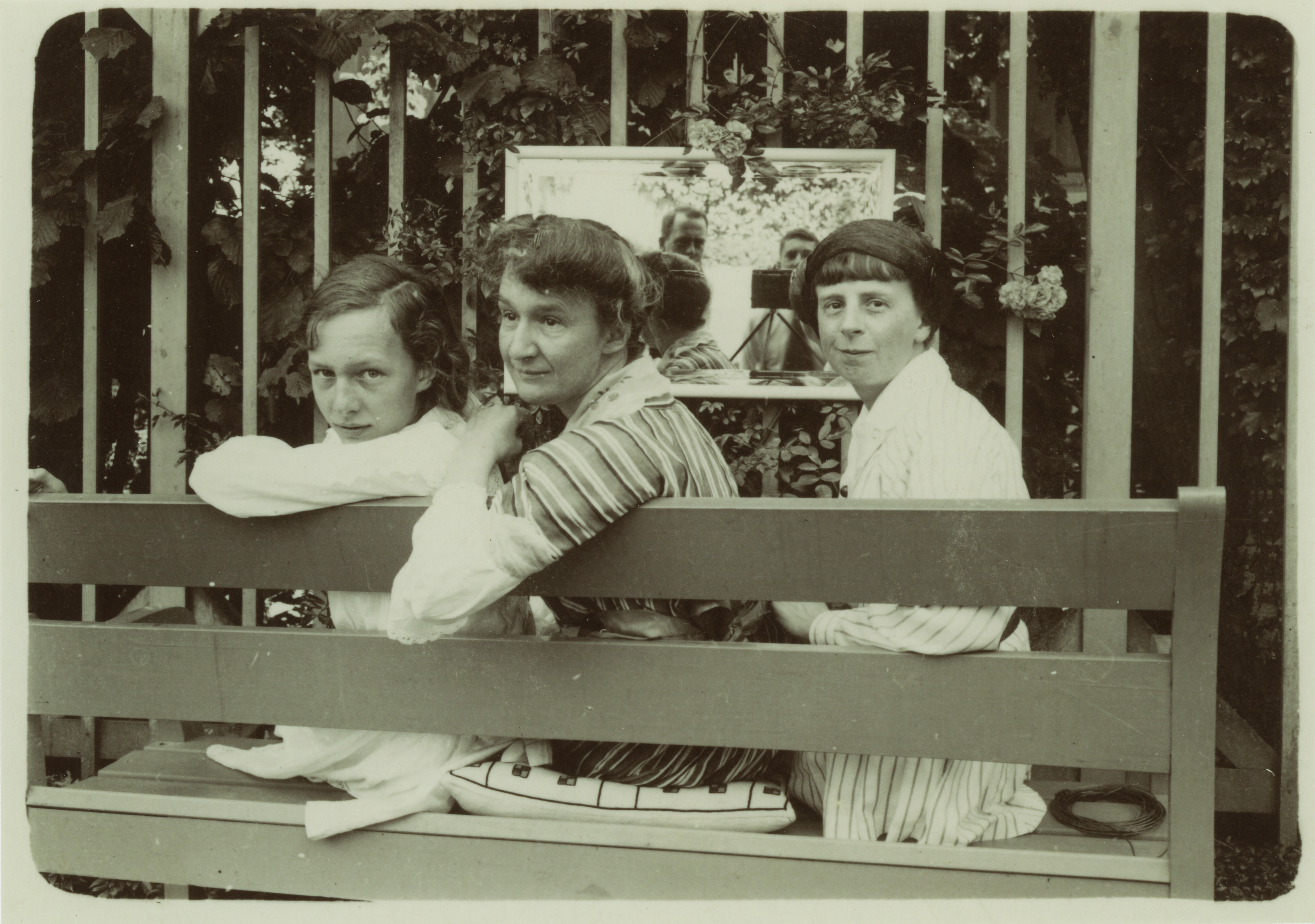
Hedy Hahnloser-Bühler (Mitte) mit Tochter Lisa und Freundin

Hedy Hahnloser-Bühler (* 5. Februar 1873 in Winterthur; † 9. Mai 1952 ebenda) war eine Schweizer Kunsthandwerkerin, Kunstsammlerin und Mäzenin.

## Leben
Hedwig (Hedy) war das zweite von vier Kindern des Ehepaares Carl und Ida Bühler-Blumer. Die Familie Bühler betrieb in Winterthur und Umgebung verschiedene Spinnereien. Im Hause Bühler sollte der weibliche Nachwuchs eine musische Bildung erhalten und ansonsten auf die Rolle der zukünftigen Hausherrin und Mutter vorbereitet werden. So durfte Hedy 1889 in die Zeichenschule für Industrie und Gewerbe in St. Gallen eintreten.
Im Jahr 1891 lernte das 18-jährige Mädchen an einem Schützenfest den Medizinstudenten Arthur Hahnloser kennen und verliebte sich in ihn. Die Eltern stemmten sich aber vehement gegen die Beziehung zu einem katholischen Sohn einer Kaufmannsfamilie und verboten ihr den Umgang. Von 1894 bis 1898 besuchte Hedy die Malschule in Gauting bei München. Die Eltern hofften, dass sie dort ihren Arthur vergessen würde. Hedy ihrerseits hoffte, dass sie die heimliche Beziehung besser leben könnte. Sie schilderte später, dass diese Münchner Jahre sehr glücklich waren. Hedy verkehrte dort mit den Künstlern Wassily Kandinsky, Paul Klee, Franz Marc und Arnold Böcklin. Als ihr Vater gestorben war, heiratete sie am 24. Oktober 1898 endlich ihren langjährigen Freund. Gemeinsam zogen sie in die «Villa Flora» in Winterthur, die im Familienbesitz der Bühlers war. Das Ehepaar Hahnloser-Bühler richtete dort eine Augenklinik ein und bewohnte die anderen Räume privat. Hedy unterstützte ihren Mann in der Führung der Praxis. 1899 und 1901 wurden der Sohn Hans und die Tochter Lisa geboren.

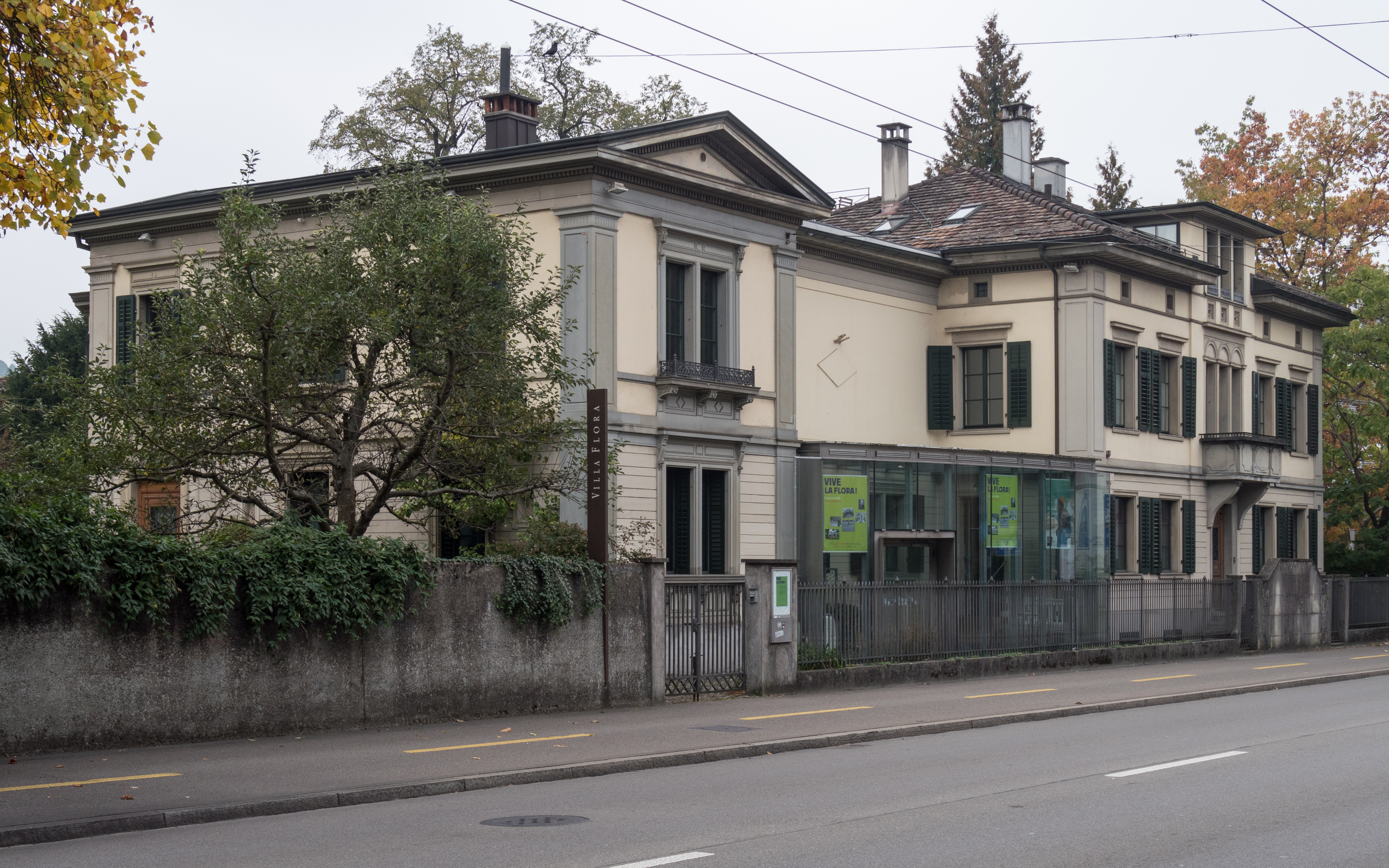
«Villa Flora» in Winterthur

Daneben betätigte sich die junge Frau auch als Kunsthandwerkerin. In der «Flora» hatte sich etwa um 1905 eine Sitte eingebürgert, die für die Stadt Winterthur weitreichende Folgen haben sollte: Jeden Dienstagnachmittag versammelte sich um den runden Tisch im «Salon Rittmeyer» eine kleine Gesellschaft zum schwarzen Kaffee. Es waren Freunde und Verwandte, die sich für Kunst, Denkmalpflege und Architektur interessierten. Dazu gehörten Robert Rittmeyer (Architekt), Julius de Praetere (Direktor der Kunstgewerbeschule Zürich), Hedys Cousin Richard Bühler und andere. Sie waren unzufrieden mit der Arbeit des Kunstvereins Winterthur und erreichten, dass an der Generalversammlung von 1907 verschiedene Vorstandsmitglieder zurücktreten mussten und stattdessen Teilnehmer ihres Kreises in den Vorstand gewählt wurden. Von nun an bestimmten sie den Kurs des Vereins.

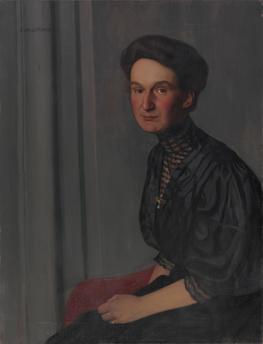
Hedy Hahnloser gemalt von Felix Vallotton (1908)

1907/1908 wurde die Augenklinik von der «Villa Flora» in das neu gebaute «Privatkrankenhaus Lindberg» verlegt. In der umgebauten Villa fanden nun die Gemälde Platz, die durch die Sammelleidenschaft des Ehepaares Hahnloser immer zahlreicher wurden. 1908 reisten sie nach Paris, wo sie die Maler Felix Vallotton, Odilon Redon, Pierre Bonnard und andere kennenlernten und sich mit ihnen anfreundeten. In der Schweiz hielten sie Kontakt zu Ferdinand Hodler, Giovanni Giacometti und vielen anderen Künstlern. Eine schwierige Zeit brach an, als 1909 bei Hedy eine Lungentuberkulose diagnostiziert wurde. 1911 verschlechterte sich ihr Zustand, sodass verschiedene Kuraufenthalte nötig wurden.
Nach dem Ersten Weltkrieg verschob sich die Pariser Künstlerszene (Henri Matisse, Henri Manguin, Aristide Maillol) an die Côte d’Azur. Die Hahnlosers besuchten sie auch da und entschieden sich 1923, in Cannes die «Villa Pauline» zu erwerben. Das Klima wirkte sich positiv auf Hedys Krankheit aus. Sie verbrachte fortan den Winter in Südfrankreich. Eine Erbschaft aus der Familie Hahnloser ermöglichte es dem Ehepaar, ihre Kunstsammlung mit Werken von Vincent van Gogh usw. zu erweitern. Am 17. Mai 1936 starb Arthur Hahnloser in Cannes an einem Herzinfarkt. Seine Witwe betrachtete die Sammlung als abgeschlossen, stellte ihre Sammlertätigkeit ein und fuhr auch nicht mehr nach Südfrankreich.
Hedy Hahnloser-Bühler blieb weiterhin aktiv, machte Beratungen und führte Interessierte durch ihre Privatsammlung in der «Villa Flora». Im Jahre 1952 verstarb sie in ihrem 80. Altersjahr in Winterthur. Die Gemäldesammlung wurde durch die Nachkommen in der «Villa Flora» als Museum der Öffentlichkeit zugänglich gemacht und in eine Stiftung überführt.

## Schaffen
Hedy Hahnloser-Bühler eigentliches Wirken entfaltete sich als Kunstsachverständige, Sammlerin und Mäzenin. Der Kreis, der sich in ihrem Heim regelmässig traf, war das Forum, wo sie ihre Ideen und Vorschläge einbringen und ihren Einfluss auf den Winterthurer Kunstverein ausüben konnte. Dazumal waren nämlich noch keine Frauen zum Verein zugelassen. Auch die Sammlertätigkeit des Ehepaares wurde von ihr geprägt. Im Selbststudium entwickelte sie sich zu einer angesehenen Kunstexpertin und veröffentlichte zahlreiche Kunstkritiken in Zeitschriften und Zeitungen. Durch Hedys Wirken avancierte Winterthur zu einem wichtigen Ort für Kunstliebhaber. An wenigen Orten in der Schweiz betrieb man die Pflege der modernen Kunst so beständig und ausdauernd wie in dieser Industriestadt.

## Schriften (Auswahl)
- Felix Vallotton. In: Das Graphische Kabinett, 2. Jg. Nr. 2, 1916
- Honoré Daumier in seiner Bedeutung für unsere Zeit. In: Das Graphische Kabinett, Jg. 3, Nr. 7, 1917.
- Vorbilder der schweizerischen Kunst. In: National-Zeitung (Basel), Nr. 364, 18. August 1919.
- Kunstpflege in der Schweiz. In: National-Zeitung (Basel), Sondernummer «Schweizer Kunst», Nr. 431, 26. September 1919.
- Odilon Redon als Graphiker. In: Das Graphische Kabinett, Jg. 4, Nr. 5/6, 1919.
- Eugène Delacroix. In: Das Graphische Kabinett, Jg. 6, Nr. 6, 1921.
- Felix Vallotton. In: Das Graphische Kabinett, Jg. 11, Nr. 2, 1926.
- Die Trachtenfrage im Knonaueramt. In: Das Werk : Architektur und Kunst = L'oeuvre : architecture et art, Bd. 13, 1926, H. 5, S. 265–267. Digitalisat
- Felix Vallotton 1865–1925, Bd. 1, Der Graphiker, Bd. 2, Der Maler. Neujahrsblatt. Verlag der Zürcher Kunstgesellschaft, Kunsthaus Zürich, 1927 und 1928.
- Um Felix Vallotton. Urteile von Künstlern und Kritikern über Felix Vallotton. In: Das Werk. Architektur, freie Kunst, angewandte Kunst, Jg. 8, Nr. 10, 1931.
- Felix Vallotton et ses amis. Sedrowski, Paris 1936. [Mit Œuvrekatalog][4]
- Felix Vallotton et ses amis. In: Galerie und Sammler (Zürich), Jg. 4, Nr. 8, 1936.
- Les Impressionnistes dans la collection Hahnloser. Vorwort zum Ausstellungskatalog La Peinture française du XIX e siècle en Suisse. In: Gazette des Beaux-Arts, Paris 1938.
- Pierre Bonnard. In: Hauptwerke des Kunstmuseums Winterthur. 1949.
- Erinnerungen an Bonnard. In: Neue Zürcher Zeitung, 11. Juni 1949.

## Ehrungen und Gedenken
Im Jahre 2006 wurde in Winterthur die Hedy Hahnloser-Strasse nach ihr benannt.